# Sooner or Later
Pistes de I'm Breathless
He's a Man
(1) Hanky Panky
(3)
Sooner or Later est une chanson écrite par le compositeur américain Stephen Sondheim et interprétée par l'artiste Madonna en 1990 pour le film Dick Tracy. Incluse dans l'album I'm Breathless, la chanson permit à Stephen Sondheim de gagner l'Oscar de la meilleure chanson originale en 1991.
Le titre complet de la chanson est Sooner or Later (I Always Get My Man) tel qu'elle apparait dans le générique de fin de Dick Tracy et lors de la cérémonie des Oscars mais il n'est pas utilisé pour l'album I'm Breathless.

## Contexte
Dans Dick Tracy, Sooner or Later est le titre phare de la chanteuse de cabaret Breathless Mahoney (interprétée par Madonna). Elle apparait dans le film lors d'un montage juste après que Dick Tracy (Warren Beatty) a envoyé son espion dans les bureaux d'Alphonse « Big Boy » Caprice (Al Pacino), permettant une vague d'arrestations. Cependant, la petite amie de Dick, Tess Trueheart (Glenne Headly) ne supporte plus qu'il fasse passer sa carrière avant leur couple et décide de le quitter.

## Interprétations scéniques
Madonna a interprété Sooner or Later pendant son Blond Ambition Tour en 1990 ainsi qu'à la 63e cérémonie des Oscars en mars 1991, mimant Marilyn Monroe. Sa performance a été jugée une des dix plus incroyables par Billboard Magazine en février 2013.

## Reprises
L'actrice Ashleigh Murray reprend la chanson dans un épisode de la troisième saison de la série télévisée Riverdale.
L'actrice Kim Kardashian reprend la chanson dans l'épisode 9 de la douzième saison de la série télévisée American Horror Story.
L'actrice Dominique Jackson reprend la chanson dans l'épisode 6 de la deuxième saison de la série télévisée Pose.